# Plottier
Plottier är en ort i Argentina.   Den ligger i provinsen Neuquén, i den sydvästra delen av landet, 1 000 km sydväst om huvudstaden Buenos Aires. Plottier ligger 279 meter över havet och antalet invånare är 25 186.
Terrängen runt Plottier är platt. Trakten runt Plottier är nära nog obefolkad, med mindre än två invånare per kvadratkilometer.. Närmaste större samhälle är Neuquén, 15,1 km öster om Plottier.
Omgivningarna runt Plottier är i huvudsak ett öppet busklandskap.